# مكي عباس
مكي عباس من أوائل السودانيين الذين عملوا بالأمم المتحدة. تخرج من كلية غردون و قد عمل بالتدريس بالمدارس الوسطى وبمعهد التربية ببخت الرضا حيث كان عضوا بشعبة الجغرافيا والتربية الوطنية. ألف مع عميد المعهد جريفث كتاب «الجمعيات» الذي كان يهدف إلى ترسيخ الديمقراطية فكرا وممارسة على مستوى المدارس الوسطى. كما شارك مع آخرين في إعداد كتاب «سبل كسب العيش في السودان». بدأ تجربة تعليم الكبار في قرية أم جر بالنيل الأبيض. استقال من مصلحة المعارف عام 1947 م وأصدر صحيفة «الرائد» التي دعا من خلالها إلى قيام جمهورية اشتراكية في السودان.
حصل في سنة 1951 م على درجة علمية من جامعة أوكسفورد عن بحثه «مسألة السودان». بعد عودته للسودان عين مديرا للخدمات الاجتماعية بمشروع الجزيرة ثم محافظا للمشروع. اختارته الأمم المتحدة في سنة 1958 م سكرتيرا تنفيذيا للجنة الاقتصادية لأفريقيا بأديس أبابا. كما عينه داج همرشولد الأمين العام للأمم المتحدة ممثلا شخصيا له إبان أزمة الكونغو في الفترة ما بين مارس إلى مايو 1961 م. عمل لبعض الوقت مديرا بالبنك التجاري السوداني.
كما عمل لفترتين نائبا لمدير منظمة الأغذية والزراعة التابعة للأمم المتحدة الفاو.